# Gare de Drefféac
Gare de Drefféac – przystanek kolejowy w Drefféac, w departamencie Loara Atlantycka, w regionie Kraj Loary, we Francji.
Został otwarty w 1862 roku przez Compagnie du chemin de fer de Paris à Orléans (PO). Dziś jest przystankiem kolejowy Société nationale des chemins de fer français (SNCF), obsługiwanym przez pociągi TER Pays de la Loire, kursujące między Nantes i Saint-Nazaire, a Redon.